# Salome Nyirarukundo
Salome Nyirarukundo (* 20. Dezember 1997 in Kivumu) ist eine ruandische Mittelstreckenläuferin.

## Sportliche Laufbahn
Erste internationale Erfahrungen sammelte Salome Nyirarukundo bei den Juniorenafrikameisterschaften 2015 in Addis Abeba, bei denen sie in 10:02,83 min im 3000-Meter-Lauf den vierten Platz belegte, wie auch bei den Afrikameisterschaften in Durban im Jahr darauf in 31:45,82 min über 10.000 Meter. Anschließend wurde sie bei den U20-Weltmeisterschaften in Bydgoszcz in 15:57,68 min 13. im 5000-Meter-Lauf. Über 10.000 Meter nahm sie an den Olympischen Spielen in Rio de Janeiro teil und erreichte dort in 32:07,80 min den 27. Platz. 2017 nahm qualifizierte sie sich für die Weltmeisterschaften in London, bei denen sie in 32:45,95 min den 25. Platz belegte. 2018 nahm sie erstmals an den Commonwealth Games im australischen Gold Coast teil und wurde dort in 32:13,74 min Elfte. Im August belegte sie bei den Afrikameisterschaften in Asaba in 33:14,08 min den sechsten Platz.

## Persönliche Bestzeiten
- 3000 Meter: 10:02,83 min, 5. März 2015 in Addis Abeba
- 5000 Meter: 15:34,91 min, 2. Juni 2017 in Nijmegen (Ruandischer Rekord)
- 10.000 Meter: 31:45,82 min, 25. Juni 2016 in Durban (Ruandischer Rekord)
- 10-km-Straßenlauf: 33:31 min, 27. Mai 2018 in Bangalore (Ruandischer Rekord)
- Halbmarathon: 1:08:48 h, 11. Februar 2018 in Barcelona (Ruandischer Rekord)
- Marathon: 2:30:44 h, 26. Mai 2019 in Ottawa (Ruandischer Rekord)